# داگ دمورو
 داگلاس دِمورو (به انگلیسی: Douglas DeMuro؛ متولد ۲۲ مه ۱۹۸۸) مشهور به داگ دمورو ستون‌نویس، بررسی‌کننده و نویسنده خودروی آمریکایی است. او به‌طور هفتگی مقالاتی را برای سایت اتو تریدر می‌نویسد و در کانال یوتیوب خود که بیش از 4.1 میلیون مشترک دارد، به بررسی خودروهای مختلف می‌پردازد.